# ورثة
الورثة أو الوارثون، في فقه المواريث هم: المستحقون للحصول على الإرث من تركة الميت، ويعدون أحد أركان الإرث في الإسلام الذين حددهم الشرع، وبين نصيب كل واحد منهم، وأحوال الإرث. فالوارثون من الذكور والإناث؛ يكون إرثهم عند وجود أسباب الإرث. والوارث إما أن يكون أحد الزوجين، أو ينتسب للميت بكونه فرعا، أو أصلا، أو من الحواشي، أو معتقا، سواء كان الإرث بالفرض أو بالتعصيب.

## تصنيف الورثة
المستحق للإرث إما أن يكون من الذكور، أو من الإناث، وعلى كلا الحالين؛ لا بد من وجود سبب من أسباب الإرث وهي:
1. الزوجية؛ وهي: سبب لإرث أحد الزوجين.
2. النسب؛ وهو: القرابة، ويصنف الإرث بها من ثلاث جهات للإرث وهي:
  1. الفروع وهم: الأبناء والبنات.
  2. الأصول وهم: الآباء والأمهات.
  3. الحواشي؛ وهم:
    1. الإخوة وبنيهم، والأخوات.
    2. الأعمام وبنيهم.
3. الولاء؛ ويرث به المعتق وعصبتة.
4. الإسلام؛ سبب خاص بالمسلم، فيرث به المسلم دون الكافر إذا لم يخلف المسلم من يرث، فتصرف لبيت المال إرثا للمسلمين.[1]

## أقسام الورثة
1. من لا يرث إلا بالفرض من الجهة التي يُسمى فيها ذلك الوارث، لا بالعصوبة.
2. من لا يرث إلاّ بالعصوبة من الجهة التي يُسمى فيها، لا بالفرض.
3. من يرث بالفرض مرة، وبالعصوبة أخرى، ويجمع بينهما في حالة ثالثة بجهة واحدة.
4. من يرث بالفرض مرة، وبالعصوبة أُخرى بجهة واحدة، ولا يجمع بينهما في حالة ثالثة.[1]

## الوارثون من الذكور
الوارثون من الذكور ويقال لهم: «الوارثون من الرجال» إجمالا عشرة بالإجماع وعددهم بالتفصيل خمسة عشر وهم:
1. الابن
2. ابن الابن وإن سفل
3. الأب
4. الجد أبو الأب وإن علا
5. الأخ الشقيق
6. الأخ لأب
7. الأخ لأم
8. ابن الأخ الشقيق
9. ابن الأخ لأب
10. العم الشقيق
11. العم لأب
12. ابن العم الشقيق
13. ابن العم لأب
14. الزوج
15. المولى المعتق، وعصبته المتعصبون بأنفسهم

### بالاختصار
| م | الوارث    | 18قراط | الوارث   |
| - | --------- | ------ | -------- |
| 1 | الابن     | 3      | ابن الأخ |
| 2 | ابن الابن | 0      | العم     |
| 3 | الأب      | 0      | ابن العم |
| 4 | الجد      | 0      | الزوج    |
| 5 | الأخ      | 2      | المعتق   |

## الوارثات من النساء
الوارثات من النساء أي: «الإناث» سبع بالاختصار، وعشر بالبسط كما يلي:
1. البنت
2. بنت الابن
3. الأم
4. الجدة من جهة الأب
5. الجدة من جهة الأم
6. الأخت الشقيقة
7. الأخت لأب
8. الأخت لأم
9. الزوجة
10. المعتقة